# Symplocostomella cavicaudata
Symplocostomella cavicaudata är en rundmaskart. Symplocostomella cavicaudata ingår i släktet Symplocostomella, och familjen Enchelidiidae. Arten är reproducerande i Sverige.